# Западно крило
Западно крило (енгл. The West Wing) америчка је политичка драма творца Арона Соркина, која се емитовала на Ен-Би-Си-ју од 22. септембра 1999. до 14. маја 2006.
Радња се одвија у западном крилу - посебном делу Беле куће за време фиктивне демократске администрације коју предводи председник Џосаја Бартлет (Мартин Шин).
Серија је наишла на позитивне коментаре критичара, професора политичких наука и бивших чланова особља Беле куће. Освојила је три Златна глобуса и 26 Емија - укључујући и награду за најбољу драмску серију коју је освојила четири године за редом - од 2000 до 2003. Након што је по завршетку четврте сезоне Соркин напустио серију, гледаност је полако опала, али серија је до краја емитовања успела да задржи своју примарну публику.
Године 2013, серија се нашла на седмом месту листе 60 најбољих телевизијских драма свих времена часописа TV Guide, а Удружење америчких сценариста поставило ју је на десето место листе најбоље написаних телевизијских серија.

## Улоге
| Глумац          | Улога             |
| --------------- | ----------------- |
| Мартин Шин      | Џосаја Бартлет    |
| Џон Спенсер     | Лео Макгари       |
| Бредли Витфорд  | Џош Лајман        |
| Алисон Џани     | Клодија Џин Крејг |
| Ричард Шиф      | Тоби Зиглер       |
| Роб Лоу         | Сем Сиборн        |
| Џошуа Малина    | Вил Бејли         |
| Дуле Хил        | Чарли Јанг        |
| Џенел Молони    | Дона Мос          |
| Стокард Ченинг  | Абигејл Бартлет   |
| Мојра Кели      | Менди Хемптон     |
| Мери Макормак   | Кејт Харпер       |
| Кристин Ченоует | Анабет Шот        |
| Џими Смитс      | Мет Сантос        |
| Алан Алда       | Арнолд Виник      |